# Бугайчик чорний
Бугайчик чорний (Ixobrychus flavicollis) — вид птахів родини чаплевих (Ardeidae). Гніздовий ареал охоплює тропічну Азію та Австралію.

## Морфологічні ознаки
Це порівняно невеликий птах, з видовженим тілом, довгою шиєю і довгим гострим дзьобом конічної форми. Ноги також довгі, неоперені. Хвіст короткий. Довжина тіла дорослого птаха — 55-65 см, розмах крил близько 80 см. Довжина крила — 21,5-23,8 см, хвоста — 7,5-9 см. Дзьоб завдовжки 7,5-8,3 см. Вага дорослої особини 300—420 г.